# Estação Meinohama

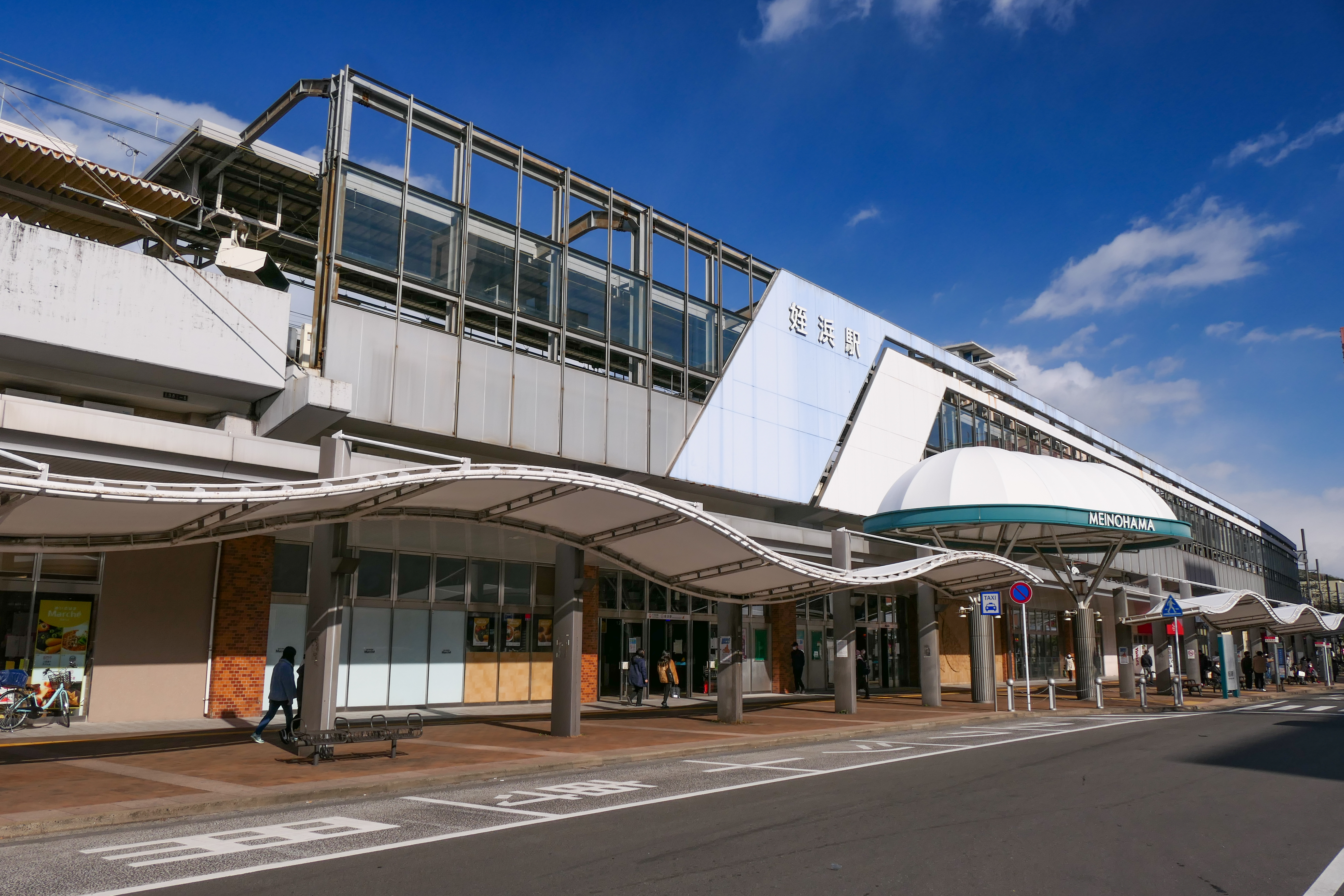

Meinohama Station (姪浜駅, Meinohama-eki) é uma estação de trem em Nishi-ku, Fukuoka, Fukuoka Prefecture, Japão.

## Linhas
- JR Kyushu
  - Chikuhi Line
- Fukuoka City Subway
  - Kūkō Line

## Layout da estação
Esta é uma estação elevada com duas plataformas insulares servindo quatro trilhos.

### plataformas

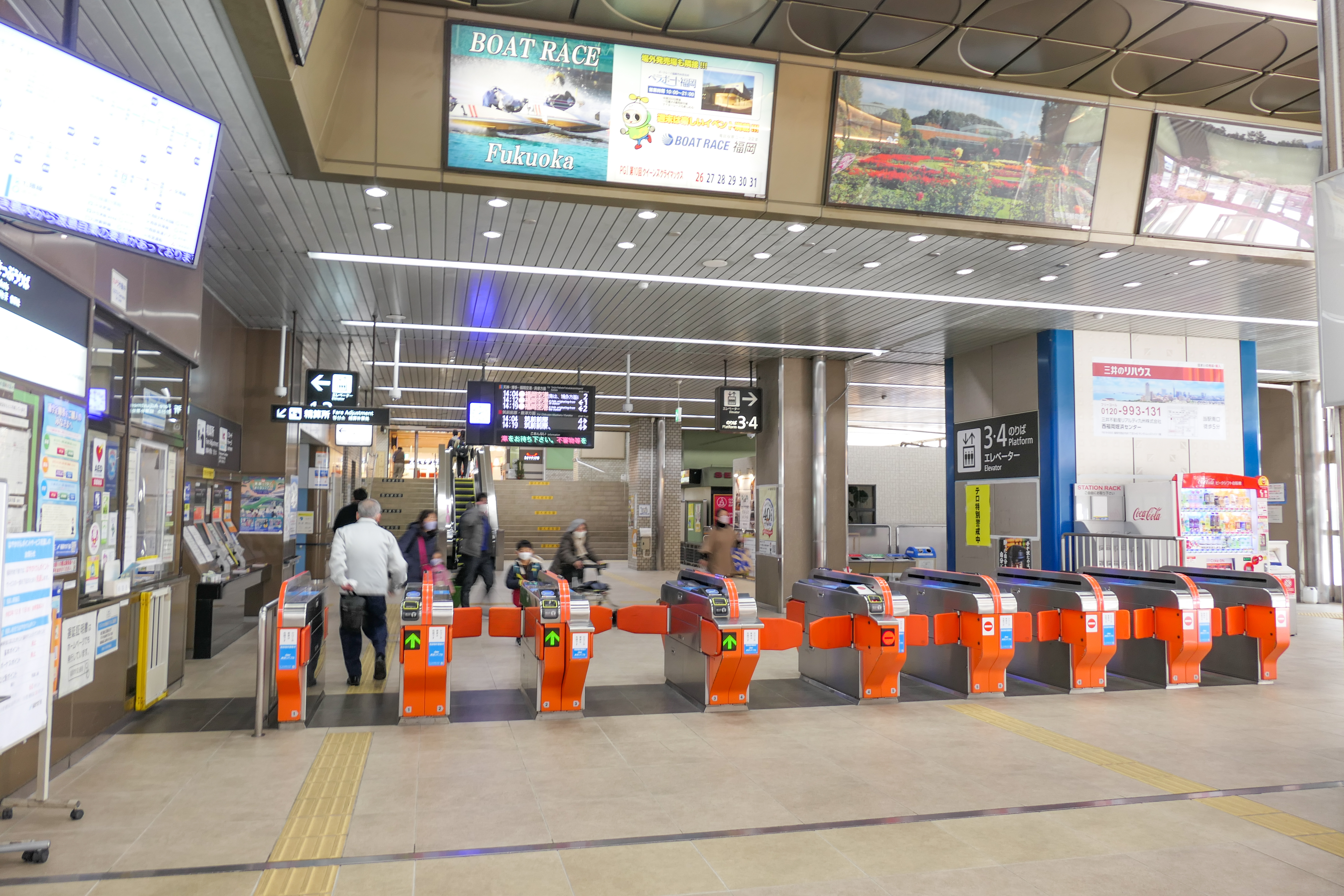
portões de ingressos
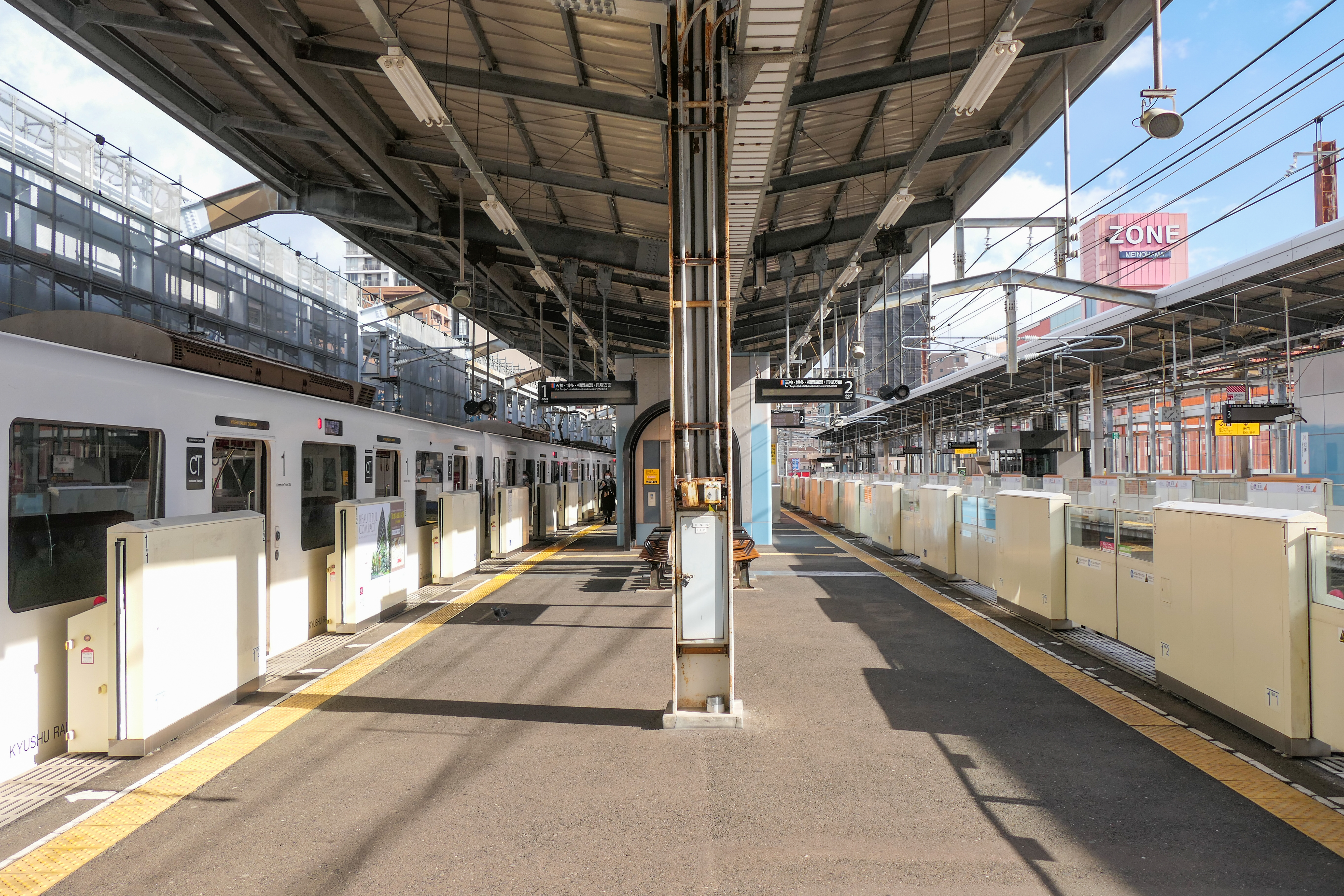
Plataformas 1 e 2
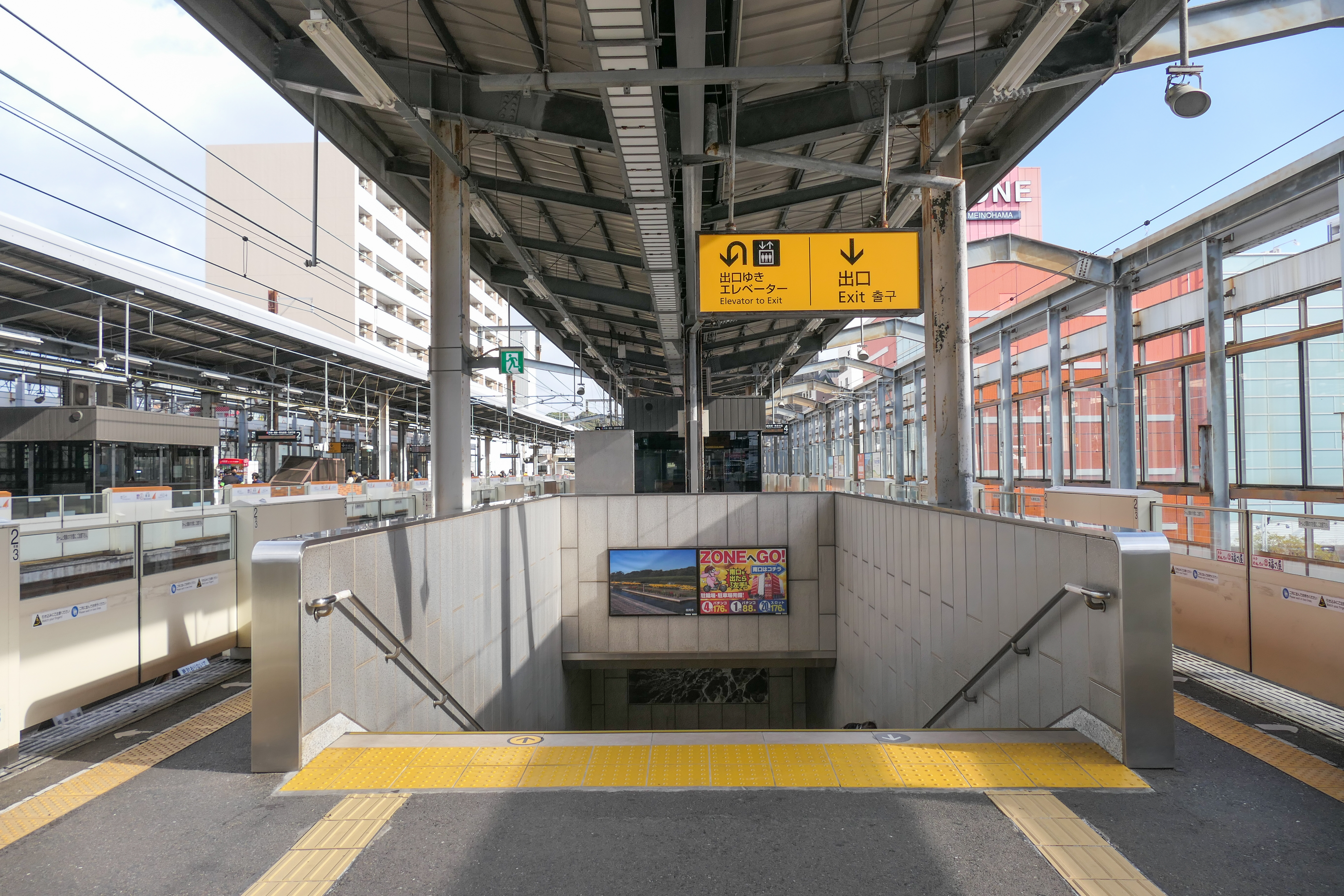
Plataformas 3 e 4
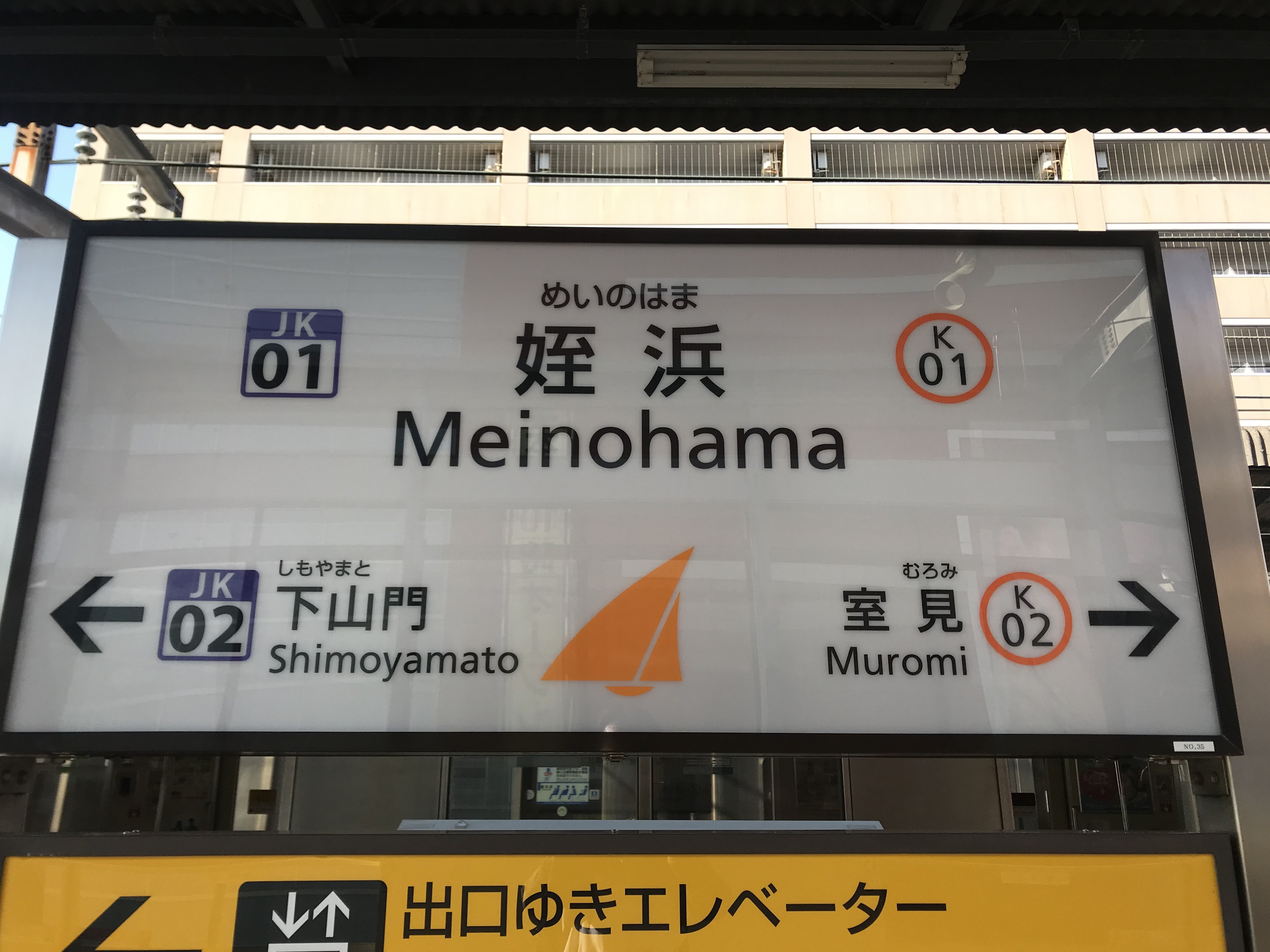
Sinal da estação

- Alguns trens que partem dos trilhos 2 e 3 param em todas as estações para Nakasu-Kawabata e continuam na Linha Hakozaki .
- As faixas 2 e 3 estão conectadas ao depósito de manutenção de material rodante do metrô Meinohama da cidade de Fukuoka, perto da estação Shimoyamato33° 34′ 54″ N, 130° 18′ 35″ L .

## História
- 15 de abril de 1925: Estação é estabelecida pela Kitakyushu Railroad
- 1º de outubro de 1937: O Ministério das Ferrovias nacionaliza todas as ferrovias, esta estação se torna uma estação da Linha Chikuhi
- 22 de março de 1983: A eletrificação da linha entre a Estação Meinohama e a Estação Karatsu é concluída e a linha da Estação Meinohama até a Estação Hakata é descontinuada. A linha número 1 do metrô da cidade de Fukuoka (agora a linha Kūkō ) é inaugurada acompanhada de um acordo operacional mútuo entre ela e a linha Chikuhi.
- 1º de abril de 1987: Com a privatização da JNR, a estação passou para o controle da JR Kyushu.

## Estatísticas de passageiros
No ano fiscal de 2016, a estação foi utilizada por uma média de 5.547 passageiros diariamente (somente passageiros embarcados) e ficou em 33º lugar entre as estações mais movimentadas de JR Kyushu.